# Miroslav Drnek
Miroslav Drnek (26. října 1917 Blovice – 21. července 1941) byl český palubní navigátor a pilot Royal Air Force v období druhé světové války.

## Život

### Před druhou světovou válkou
Miroslav Drnek se narodil 26. října 1917 v Blovicích v malorolnické rodině Gustava a Antonie Drnkových. V rodném městě vychodil obecnou a měšťanskou školu. Následně vystudoval dvouletou odbornou školu drogistickou a jako drogista poté i pracoval. Na letišti Západočeského aeroklubu v Plzni získal kvalifikaci pilota sportovních letadel. Na podzim roku 1938 byl mobilizován a sloužil v Německém Brodě.

### Druhá světová válka
Po německé okupaci opustil Miroslav Drnek 27. července 1939 ilegálně Protektorát Čechy a Morava skrz ostravské doly do Polska a 8. srpna téhož roku se přihlásil do polské armády. Dne 2. září 1939 přešel do zde vzniklé jednotky Československé armády v zahraničí. Po pádu Polska v září 1939 společně s dalšími ustoupil do Rumunska, kde byl internován. Přesto se mu společně s dalšími podařilo na dvakrát uprchnout a dostat se přes Constanțu, Istanbul, Pireus, Alexandrii, Tel Aviv, Haifu a Bejrút do Marseille. V Agde byl opět zařazen do československé armády v zahraničí a absolvoval poddůstojnickou školu. Do bitvy o Francii nezasáhl a po jejím pádu v červnu 1940 se evakuoval do Spojeného království. Zde byl přijat do Royal Air Force a zařazen jako palubní navigátor do 311. československé bombardovací perutě. Ještě v roce 1940 nastoupil k základnímu pilotnímu výcviku. Dne 21. července 1941 zahynul během cvičného letu ve stroji Airspeed Oxford V3973 u Wolverhamptonu. Dosáhl hodnosti desátníka. Pohřben byl na hřbitově u kostela svatého Cuthberta v Doningtonu ve Shropshire.

## Posmrtná ocenění
- Miroslav Drnek byl v roce 1991 in memoriam povýšen do hodnosti majora
- Po Miroslavu Drnkovi byla v jeho rodných Blovicích pojmenována jedna z ulic